# Admiral Isakov (fregata)
Admiral flota Sovjetskogo Sojuza Isakov (rusko Адмирал флота Советского Союза Исаков) je fregata razreda Admiral Gorškov Ruske vojne mornarice. Je četrta ladja v razredu in je poimenovana po admiralu Ivanu Stepanoviču Isakovu, poveljniku štaba Sovjetske vojne mornarice med veliko domovinsko vojno. Postala bo del 30. divizije ladij Črnomorske flote v Sevastopolu. Je druga ladja v razredu, ki ne bo opremljena z ukrajinskim pogonskim sistemom podjetja Zorja-Mašprojekt iz Nikolajeva, ampak z domačo rusko plinsko turbino podjetja NPO Saturn iz Ribinska in menjalnikom podjetja Zvezda iz Sankt Peterburga.
Razred je razvil Severni projektno-konstruktorski biro iz Sankt Peterburga. Tehnično rešitev je vojna mornarica potrdila julija 2003. Ladje od leta 2006 izdeluje sanktpeterburška ladjedelnica Severnaja verf.
Gredelj Admirala Isakova je bil položen 14. novembra 2013 v sanktpeterburški ladjedelnici Severnaja verf, splavljen pa je bil 27. septembra 2024. V uporabo naj bi bil predan leta 2027.